# 安德勒斯多夫
安德勒斯多夫是奥地利下奥地利州根瑟恩多夫县的一个市镇。总面积5.9平方公里，总人口115人，人口密度19.5人/平方公里（2005年）。